# 神明社 (横浜市保土ケ谷区)
神明社（しんめいしゃ）は、神奈川県横浜市保土ケ谷区にある神社。
神奈川県神社庁の献幣使参向神社となっており、横浜市内では最も由緒の古い神社の一つとされる。また社有地は約2万m2（約6千坪）に及び、そのうち半分は風致保安林に指定されている。

## 祭神
本社に天照大御神（あまてらすおおみかみ）を祀り、伊勢神宮同様、外宮の豊受大神宮（とようけたいじんぐう）がある。 

## 由緒・歴史
以下は社伝による。

天禄元年（970年）、天照大御神が榛谷（はんがや）の峰に来臨し、その後、川井、二俣川、北保土ヶ谷宮林へ移転した。嘉禄元年（1225年）、神戸町（ごうど）に外宮を造営。榛谷御厨八郷（榛谷氏所領）の総鎮守となる。
--『神明社由来書』弘治元年（1555年）

鎌倉時代、榛谷重朝が支配していた当地一帯を伊勢神宮へ寄進していることから、当地が伊勢神宮の荘園（榛谷御厨）になって以降、産土神として存在していた当社に天照大御神を祀った、とも考えられる。北保土ヶ谷宮林とは、現在の霞台という説がある。
なお、この書に登場する「北保土ヶ谷」は、保土ケ谷町の地名の最も古い記録である。
その後の来歴
- 天正18年（1590年）、徳川家康により、社殿の造営が行われ、朱印地が与えられた。
- 元和5年（1619年）、本社を当地へ移転、社殿の造営や境内の整備が行われた。
- 明治6年（1873年）、村社に列せられ、後に神饌幣帛料供進社に指定される。
- 平成10年（1998年）、平成の大造営が行われ、移転以来の境内社殿12棟が一新される。
- 平成12年（2000年）、神奈川県神社庁の献幣使参向神社に指定される。

## 横浜市内の神明社
横浜市内のうち、旧武蔵国橘樹郡と相模国鎌倉郡には神明社が多くある。一帯を支配していた榛谷重朝をはじめとする畠山一族が所領安堵の為、積極的に伊勢神宮へ所領を寄進して伊勢神宮を勧請したため、とも考えられている。

## 社殿・境内
- 本殿: 神明造、平成10年建造
- 摂社: 豊受大神宮
- 境内社: 稲荷社、厳島社、山神社、月神社、白鳥社、風神社、天満宮、鹿島社、火神社、雷神社

## 祭事・年中行事
- 元旦祭: 1月1日
- 祈年祭: 2月17日
- 夏季大祭: 6月16日
- 例大祭: 8月第3土曜日
- 秋季大祭: 9月16日
- 新嘗祭: 11月23日
- 大祓: 12月31日

## 所在地・交通
神奈川県横浜市保土ケ谷区神戸町107
- 相模鉄道本線天王町駅より徒歩10分